# Mateus da Cruz de Carvalho
Mateus da Cruz de Carvalho (* 27. Juni 1964 in Viqueque, Osttimor) ist ein osttimoresischer Politiker und Mitglied der Partei Congresso Nacional da Reconstrução Timorense (CNRT). Außerdem ist er Dozent an der Universidade Nasionál Timór Lorosa’e (UNTL) in Dili.
Bei den Parlamentswahlen in Osttimor 2023 trat Carvalho für den CNRT auf Platz 31 der Liste an und zog so ins 6. Nationalparlament Osttimors als Abgeordneter ein. Im Parlament ist Carvalho Mitglied in des Ausschusses für Bildung, Jugend, Kultur und Bürgerrechte (Kommission G).